# Plaskovac
Plaskovac (cyr. Пласковац) – wieś w Serbii, w okręgu szumadijskim, w gminie Topola. W 2011 roku liczyła 516 mieszkańców.